# Diphascon boreale
Diphascon boreale är en djurart som tillhör fylumet trögkrypare, och som beskrevs av Vladimir I. Biserov 1996. Diphascon boreale ingår i släktet Diphascon och familjen Hypsibiidae. Inga underarter finns listade i Catalogue of Life.